# Мария Тюдор (королева Франции)
Мари́я Тюдо́р (англ. Mary Tudor; 18 марта 1496, Лондон — 25 июня 1533, Уэстхорп) — английская принцесса; младшая дочь короля Генриха VII и Елизаветы Йоркской.
Мария стала третьей женой французского короля Людовика XII, который был старше принцессы более чем на тридцать лет. Вскоре после смерти Людовика Мария вышла замуж за Чарльза Брэндона, герцога Саффолка. Брак, тайно заключённый во Франции, был совершён без согласия брата Марии, короля Генриха VIII. Это обстоятельство потребовало вмешательства Томаса Уолси и пара в конечном итоге была прощена Генрихом VIII, хотя они были вынуждены выплатить крупный штраф. Во втором браке Мария родила четверых детей; через свою старшую дочь Фрэнсис Мария стала бабушкой «королевы на девять дней» Джейн Грей.

## Детство и юность
Мария была пятым ребёнком и третьей дочерью короля Англии Генриха VII и Елизаветы Йоркской; она была самой младшей из четырёх детей супругов, переживших младенчество. По отцовской линии Мария была внучкой Эдмунда Тюдора, графа Ричмонд, и Маргарет Бофорт; по материнской — королю Эдуарду IV и Елизавете Вудвилл; на момент рождения принцессы в живых оставалась только леди Маргарет, в честь которой была названа старшая сестра Марии. Мария родилась в Шине «скорее всего» в марте 1496 года. Документы, датированные днём летнего солнцестояния 1496 года, свидетельствуют о выплате пятидесяти шиллингов няне принцессы, Анне Скирон. Также Эразм Роттердамский считал, что девочке было четыре года, когда он посетил королевскую детскую в 1499—1500 годах.
В возрасте шести лет Мария получила собственный мини-двор, состоявший из «штата придворных, назначенных прислуживать ей», учителя и врача. Принцесса обучалась французскому, латыни, музыке, танцам и вышиванию. В молодости Мария была известна как одна из самых красивых принцесс Европы, и Эразм Роттердамский говорил, что «природа никогда не создавала ничего более прекрасного».
В детстве Мария и её старший брат, будущий король Генрих VIII, были очень дружны. Позднее в честь сестры Генрих назвал свою старшую дочь — будущую королеву Марию I, и, вероятно, военный корабль «Мэри Роуз». Марии было всего семь, когда умерла Елизавета Йоркская, и, учитывая количество аптекарских счетов в период между 1504 и 1509 годами, можно предположить, что собственное здоровье принцессы пошатнулось.

## Обручение и первый брак
В 1506 году в ходе визита кастильского короля Филиппа I Марии была поручена организация развлечений для гостей, включавших в себя танцы и игру на лютне и клавикорде. В следующем году Филипп I умер, и 21 декабря 1507 года Марию обручили с его сыном Карлом — будущим императором Священной Римской империи. Переговоры с Габсбургами относительно окончательного решения по поводу свадьбы Карла и Марии постоянно откладывались, вдобавок к этому, Генрих узнал, что его союзники — Максимилиан и Фердинанд II Арагонский — тайно заключили перемирие с Францией; в 1513 году Генрих разорвал помолвку.
В августе 1514 года кардинал Уолси заключил мирный договор с Францией, одним из пунктов которого был брак английской принцессы с овдовевшим королём Людовиком XII, который был старше Марии на 34 года. После многих лет конфронтации Генрих VIII был заинтересован в альянсе с Францией: он планировал выдать за французского короля свою овдовевшую сестру Маргариту, но к его неудовольствию та уже успела выйти замуж за шотландского аристократа графа Ангуса; к тому же, король Людовик был больше заинтересован в Марии. Брак был заключён в Абвиле 9 октября 1514 года; Мария была коронована 5 ноября. Людовик надеялся, что молодая и здоровая супруга родит ему долгожданного наследника мужского пола, который так и не появился в двух предыдущих браках. Одной из фрейлин, сопровождавших принцессу во Францию, была Анна Болейн, ставшая позднее второй женой Генриха VIII.
Бездетный брак Марии и Людовика окончился со смертью последнего 1 января 1515 года, случившейся, по общему мнению, из-за «излишних стараний в спальне». После смерти Людовика на трон взошёл его двоюродный племянник Франциск I, который был женат на старшей дочери Людовика; Франциск, недовольный участью молодой привлекательной вдовы, предложил ей помощь в организации брака с тем, с кем она пожелает, будь этот человек в его королевстве или же за его пределами.

## Второй брак: Герцогиня Саффолк
Мария была недовольна политическим браком с Людовиком XII, поскольку почти наверняка была влюблена в Чарльза Брэндона, герцога Саффолка, лучшего друга её брата-короля. Генрих VIII знал о чувствах сестры: письма, датированные 1515 годом, говорят о том, что Мария согласилась стать женой Людовика при условии, что «если она переживёт мужа, то выйдет замуж за того, кого любит». Однако проницательный Генрих рассчитывал заключить новый брак с пользой для себя и государства. Кроме того, Королевский совет, не желавший возвышения Брэндона при дворе, также выступил против его союза с Марией. Пара французских монахов зашла ещё дальше, предупредив Марию, что если она выйдет замуж за Брэндона, то свяжет свою жизнь со слугой дьявола. Между тем, во Франции поползли слухи, что Мария станет женой герцога Лотарингского или герцога Савойского.
Когда Генрих посылал Брэндона во Францию в конце января 1515 года, чтобы тот сопроводил принцессу на родину, он заставил герцога, отвечавшего принцессе взаимностью, дать обещание не делать Марии предложение. Когда Саффолк уже был в пути, Генрих получил от сестры письмо, в котором она заверила его, что будет добиваться брака с тем, кого любит или же уйдёт в монастырь. Во Франции Мария уговорила Чарльза забыть о данном королю обещании. Они тайно поженились в отеле де Клюни 3 марта 1515 года в присутствии десяти человек, среди которых был и король Франциск. Формально брак с принцессой без разрешения короля являлся государственной изменой; король был возмущён, а Тайный совет призывал заключить Брэндона в тюрьму или же сразу казнить. Но вмешательство Уолси и любовь самого короля к сестре и другу позволили супругам отделаться только штрафом в размере 24 000 фунтов, который позднее был уменьшен Генрихом. В конце концов король простил пару; 13 мая 1515 года в Гринвичском дворце в присутствии двора состоялась официальная церемония.
Мария стала третьей женой Брэндона: осенью 1505 года он обручился с Энн Браун, дочерью сэра Энтони Брауна, губернатора Кале, от которой у него было две дочери — Энн и Мэри; в этом же году Брэндон взял в жёны леди Маргарет Невилл, состоятельную вдову Джона Мортимера, однако вскоре брак был аннулирован по причине близкого родства, а также ранее заключённого соглашения с Энн Браун, на которой Брэндон всё-таки женился в 1508 году. Все эти перипетии стали причиной того, что многие придворные считали оба брака (и с Браун, и с Марией) нелегитимными, пока Уолси не надавил на церковников, и те признали брак с Невилл незаконным. Мария настояла, чтобы дочери мужа от первого брака воспитывались вместе с её собственными детьми. Позднее она взяла в свой дом невесту сына Кэтрин Уиллоуби, а также взяла под свою опеку и обеспечила место при дворе леди Марии своей племяннице Маргарите Дуглас. Даже после заключения второго брака Марию при дворе называли «королевой Франции» и никогда «герцогиней Саффолк», хотя король не имел ничего против этого. Мария, жаждавшая тихой семейной жизни, вместе с мужем стала проводить большую часть времени в резиденции Саффолка Уэстхорп-холле, находившейся вдали от двора. В 1518 году они присутствовали на церемонии помолвки принцессы Марии и дофина Франциска, а также на знаменитой встрече Генриха и Франциска I на Поле золотой парчи в июне 1520 года.
Отношения между Марией и Генрихом VIII стали натянутыми в конце 1520-х годов, когда герцогиня, в отличие от мужа, выступила против попыток короля аннулировать свой брак с Екатериной Арагонской, которую Мария знала и любила многие годы; в этот период у принцессы сформировалась стойкая неприязнь к Анне Болейн, с которой Мария тесно общалась во Франции. В Рождество 1530 года Мария предпочла остаться дома, поскольку Генрих имел неосторожность воздать некоронованной Анне королевские почести, что делало её выше по рангу Марии — принцессы по рождению. Неприятие принцессой Анны как королевы стало причиной холодности королевы Елизаветы по отношению к потомкам самой Марии.

## Смерть
Последние несколько лет жизни Мария часто болела, что явилось отличным предлогом отсутствия при дворе, где всем заправляла ненавистная Болейн. Мария умерла в Уэстхорпе 25 июня 1533 года вскоре после свадьбы её старшей дочери; при дворе считали, что коронация Анны разбила ей сердце. Похороны принцессы в аббатстве Бери-Сент-Эдмундс сопровождались пышной церемонией. Пять лет спустя, когда аббатство было секуляризовано, тело Марии было перевезено в близлежащую церковь Святой Марии в Бери-Сент-Эдмундс. В 1784 году останки принцессы были эксгумированы, гроб был вскрыт и часть волос была изъята Уолполом, герцогиней Портленд и другими.
Вскоре после смерти Марии Чарльз Брэндон женился на невесте их младшего сына, четырнадцатилетней Кэтрин Уиллоуби, к которой, по слухам, проявлял личный интерес ещё в 1531 году.

## Потомство
В браке с Чарльзом Брэндоном Мария родила четверых детей:
- Генри (11 марта 1516—1522).
- Фрэнсис (16 июля 1517 — 20 ноября 1559) — герцогиня Саффолк[к 2]; была дважды замужем: в первом браке за Генри Греем, 3-м маркизом Дорсетом, от которого родила сына и четырёх дочерей; сын и старшая дочь умерли в младенчестве. Старшая из трёх выживших дочерей, леди Джейн, стала известна как «королева на девять дней». После смерти Грея Фрэнсис вышла замуж за Эдриана Стоукса[англ.], от которого родила дочь Элизабет, умершую во время или вскоре после рождения[29].
- Элеонора (ок. 1519 / 1520 — 27 сентября 1547) — была замужем за Генри Клиффордом, 2-м графом Камберлендом, от которого родила двоих сыновей и дочь; оба сына Элеоноры умерли в младенчестве[30].
- Генри (ок. 1523 — 1 марта 1534) — 1-й граф Линкольн. Генри был помолвлен с богатой наследницей Кэтрин Уиллоуби, но после смерти матери Генри его отец сам женился на Кэтрин.

Из-за полного совпадения имён обоих сыновей Марии и Чарльза их обычно принимают за одного и того же человека.

## Герб
Герб (слева) Марии Тюдор основан на гербе её мужа, герцога Саффолка, объединённого с королевским гербом Англии. Щит рассечен: слева — герб Брэндонов [в червлёном с серебряными поясами поле золотой восстающий коронованный серебряно-червлёной короной лев, вооружённый лазурью];
справа — английский королевский герб [начетверо: в 1-й и 4-й частях в лазоревом поле три золотых лилии (королевский герб Франции); во 2-й и 3-й частях в червлёном поле три золотых вооруженных лазурью леопарда (идущих льва настороже), один над другим].
Предыдущей версией герба был герб (справа) Марии как королевы Франции: щит рассечён; справа — французский королевский герб [в лазоревом поле три золотых лилии]; слева — английский королевский герб. Щит увенчан золотой короной без владельческой шапки.

## В кино
- Образ принцессы Марии был воплощён звездой немого кино Мэрион Дэвис в фильме 1922 года «When Knighthood Was in Flower», на тот момент одном из самых дорогих в истории кинопроизводства[32].
- Истории любви сестры английского короля Марии Тюдор к простому дворянину посвящён фильм «Меч и роза» (англ. The Sword and the Rose) 1953 года, где роль Марии исполнила Глинис Джонс[33].
- В драматическом сериале «Тюдоры», наряду с основной линией сюжета, идёт повествование об отношениях Чарльза Брэндона и Марии Тюдор. Её персонаж фигурирует под именем принцессы Маргарет (Габриэль Анвар), прототипом которой выступают обе сестры Генриха VIII: Мария и Маргарита[34].
- В телесериале канала Starz «Испанская принцесса» (2019—2020) роль Марии исполняет британская актриса Сай Беннетт.

## В художественной литературе
- «Когда рыцарство было в цвету[англ.]» Чарльза Мейджора (1898)[35]
- «Королева поневоле» Молли Костейн Хейкрафт[англ.] (1962)[36]
- «Мария, королева Франции» Джин Плейди (1964)[37]
- «Princess of Desire» Морин Питерс[англ.] (1970)[38]
- «Роза Англии» (1977)[39] и «Сердце розы» (1978) Хильды Льюис
- «Тайная невеста» Дианы Хегер (2008)[40]
- «Королева поневоле: Мария Роза Тюдор, непокорная младшая сестра печально известного английского короля Генриха VIII» Джеральдины Эванс (2014)[41]
- «Королева в придачу» Симоны Вилар[42]
- «Три сестры, три королевы» Филиппы Грегори

## Комментарии
1. ↑  Версия о том, что корабль был назван именно в честь сестры короля, является основной[4][5][6][7], но не единственной. Некоторые историки считают, что нет никаких прямых доказательств связи между принцессой и названием корабля. В те времена кораблям традиционно присваивались благочестивые христианские имена или имена их царственных покровителей. Более вероятно, что корабль получил имя в честь Девы Марии[8][9].
2. ↑  После смерти двух единокровных братьев Фрэнсис, Генри и Чарльза, за неимением других наследников мужского пола, титул герцога Саффолка отошёл к короне с гарантией дальнейшего создания для будущего мужа Фрэнсис. Таким образом,  сама Фрэнсис носила титул герцогини только по мужу, а не в собственном праве, хотя и являлась наследницей титула.